# Thladiantha lijiangensis
Thladiantha lijiangensis là một loài thực vật có hoa trong họ Cucurbitaceae. Loài này được A.M. Lu & Zhi Y. Zhang miêu tả khoa học đầu tiên năm 1981.